# Almedina (Ciudad Real)
Almedina ist ein Dorf und eine spanische Gemeinde (municipio) mit 482 Einwohnern (Stand: 2024) im Südosten der historischen Landschaft La Mancha in der Provinz Ciudad Real in der Region Kastilien-La Mancha in Zentralspanien. 

## Lage und Klima
Almedina liegt etwa 100 Kilometer südöstlich von Ciudad Real in einer Höhe von ca. 900 m. Das Klima ist meist trocken und warm; der spärliche Regen (ca. 525 mm/Jahr) fällt überwiegend in den Wintermonaten.

## Bevölkerungsentwicklung
| Jahr      | 1970 | 1981 | 1991 | 2001 | 2011 | 2021 |
| Einwohner | 1200 | 1010 | 893  | 737  | 652  | 494  |

Infolge der Mechanisierung der Landwirtschaft, der Aufgabe bäuerlicher Kleinbetriebe („Höfesterben“) und der dadurch ausgelösten „Landflucht“ ist die Einwohnerzahl der Gemeinde in der zweiten Hälfte des 20. Jahrhunderts deutlich gesunken.

## Sehenswürdigkeiten
- Marienkirche (Iglesia de Santa María)
- Marienkapelle (Ermita de la Virgen de los Remedios)
- Christopheruskapelle (Ermita de San Cristóbal)

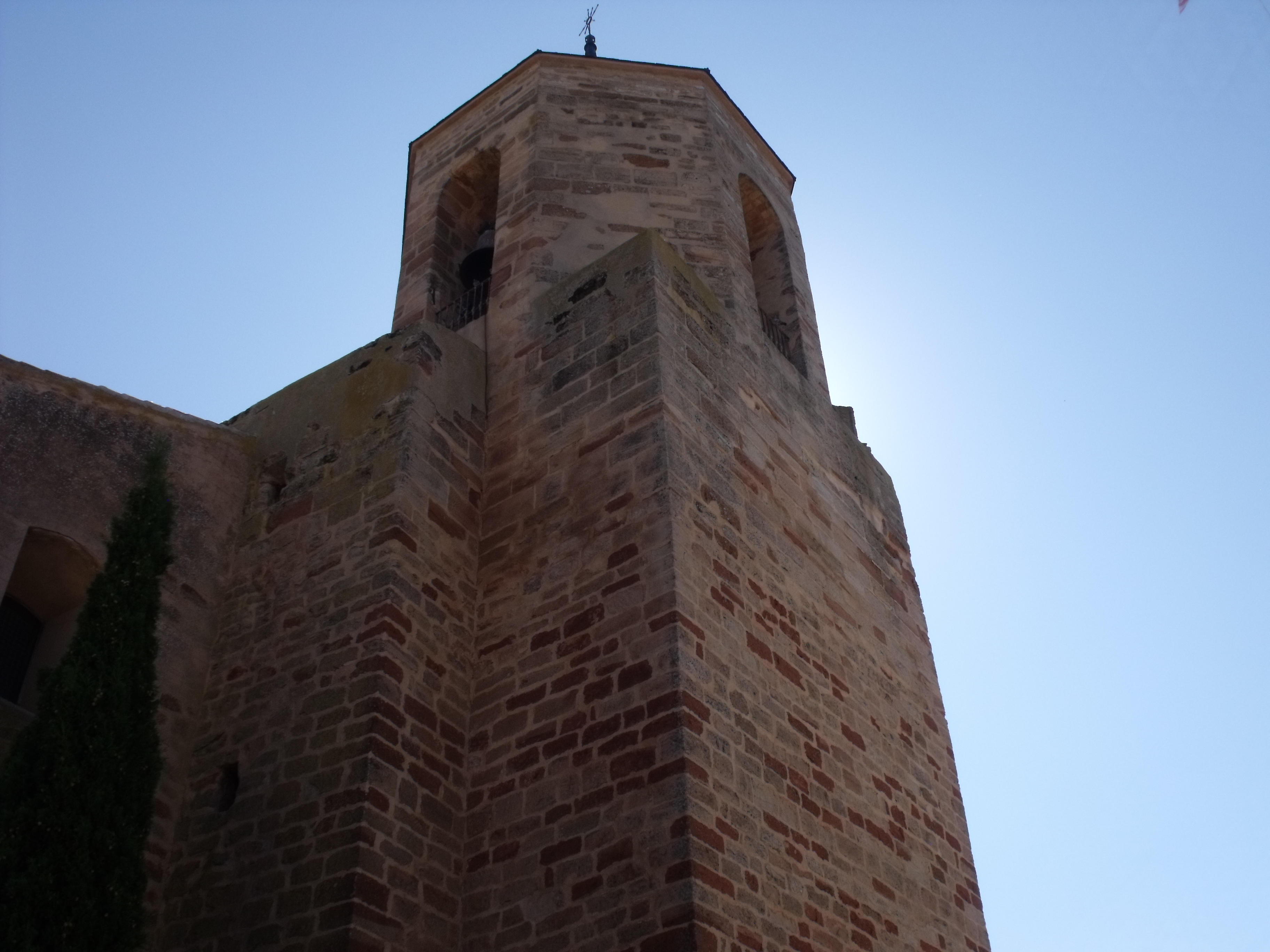
Marienkirche
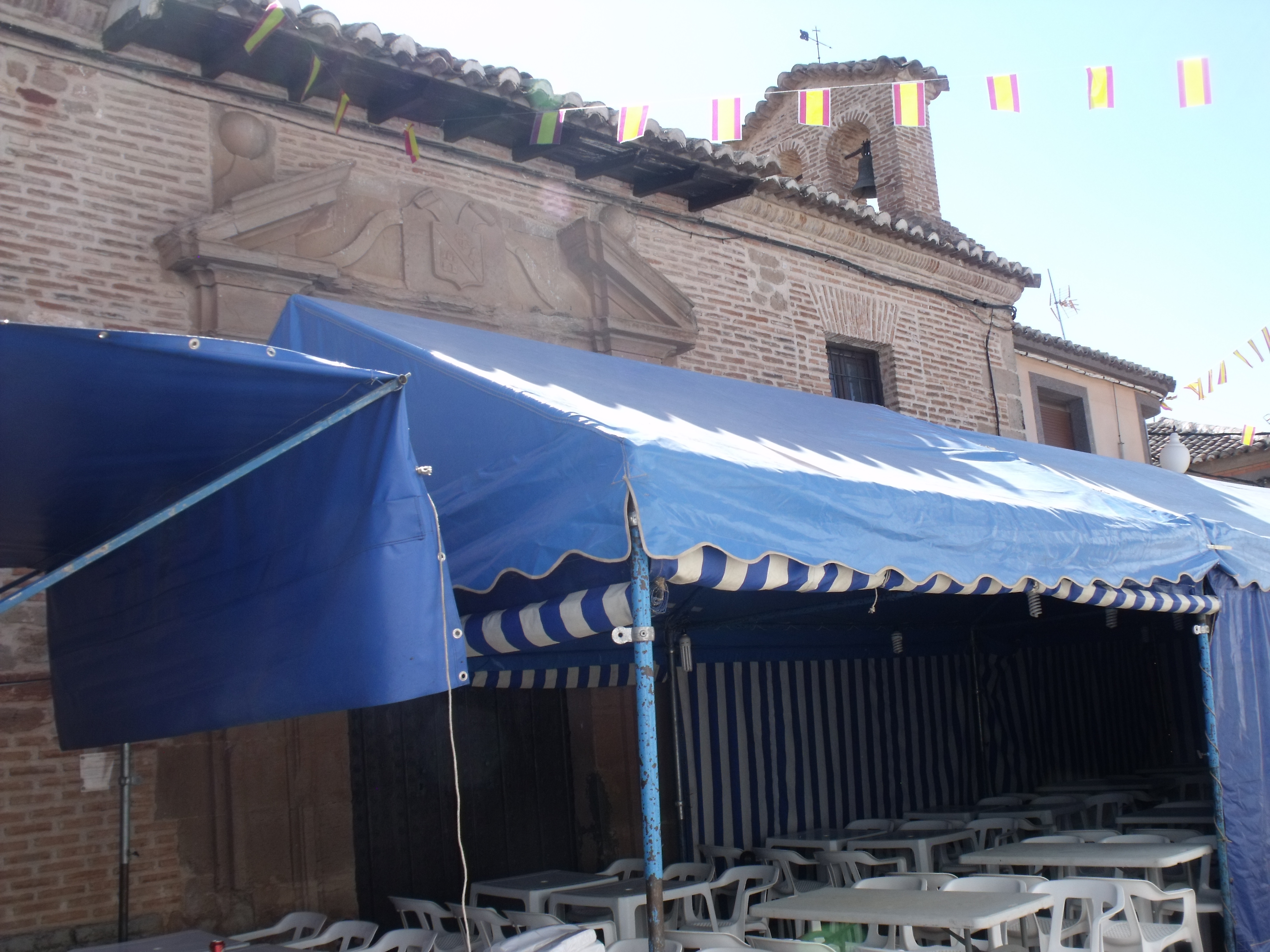
Marienkapelle
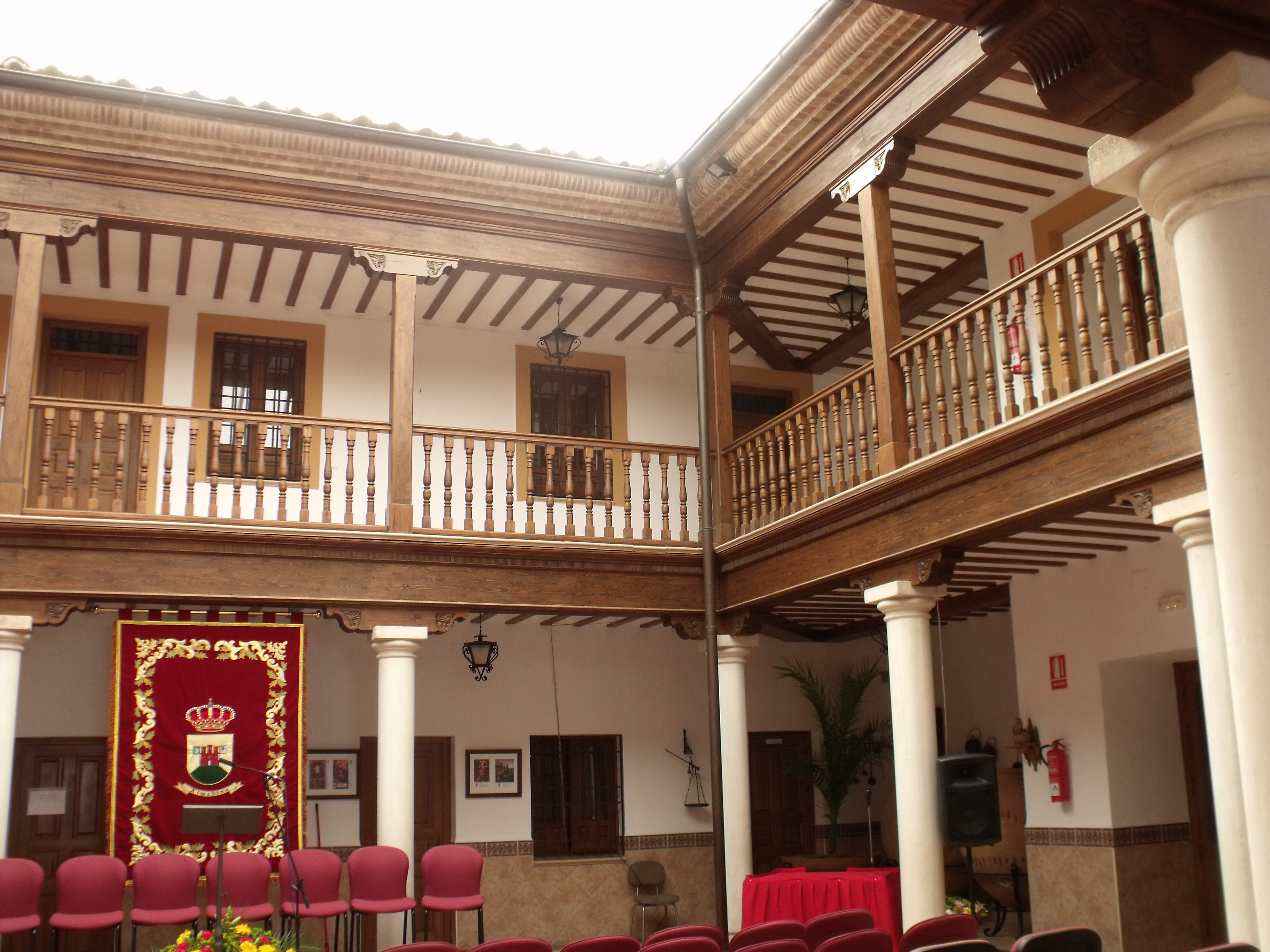
Rathaus

## Persönlichkeiten
- Fernando Yáñez de la Almedina (um 1480–um 1537), Maler
- Bartolomé Jiménez Patón (1569–1640), Humanist und Rhetoriker
- Juan Muñoz de la Cueva (1660–1728), Bischof von Orense (1717–1728)